# 荒城の月 (1937年の映画)
『荒城の月』（こうじょうのつき）は、1937年の日本映画。音楽家・瀧廉太郎の生涯をモデルにした作品である。

## キャスト
- 多岐：佐野周二
- 三浦：佐分利信
- 静江：高杉早苗
- お光：高峰三枝子
- 三浦の母：飯田蝶子
- 敬子：水戸光子
- 健吉：葉山正雄
- 土肥：河村黎吉
- 山田：日下部章
- 善助：野寺正一
- 医師：新井淳
- 婆や：二葉かほる
- 乗客：宮島健一
- 車掌：笠智衆
- 番頭：仲英之助、青野清
- 小使：酒井啓之助
- 女中：出雲八重子、和田登代子

## スタッフ
- 監督：佐々木啓祐
- 監督補助：山本武、厳谷三、丹生正、大屋善三
- 脚色：伏見晁
- 原作：伏見晁
- 撮影：長岡博之
- 撮影補助：亀山松太郎、桜井清寿、今村秀夫、金井直衛、宇野沢仁
- 主題歌：『荒城の月』（作曲：滝廉太郎、作詞：土井晩翠）
- 編作曲：早乙女光
- 演奏：大船交響楽団
- 指揮：鈴川家潤
- 尺八：福田幸彦
- 音楽監督：堀内敬三
- 設計：浜田辰雄
- 装置：藤田光一、穂苅貞次
- 装飾：川崎作太郎、星野武、松原松之助
- 録音：土橋武夫、石川桂市
- 音響効果：斎藤六三郎、西沢四雄
- 配光：内藤一二
- 衣裳：林栄吉
- 結髪：岸村郁
- 現像：佐々木太郎、納所歳巳
- 字幕：藤岡秀三郎
- 字幕撮影：広木正幹
- 事務：生田進啓
- 記録：岡田敬三